# サルヴェスターン郡
サルヴェスターン郡（ペルシア語: شهرستان سروستان）とは、イランのファールス州の郡である。郡中心市はサルヴェスターン。シーラーズ郡に属していたサルヴェスターン地区が分割されて設立された。2016年当時の人口は38,2114人、11,653世帯。郡は中央地区とKuhenjan地区の2つに区画され、サルヴェスターンとKuhenjanの2つの市（シャフル）が属している。